# پزشکی نظامی
اصطلاح پزشکی نظامی (به انگلیسی: Military medicine) چندین معانی بالقوه دارد. ممکن است به این معنا باشد:
- یک تخصص پزشکی، به‌ویژه شاخه‌ای از طِب کار که به خطرات و نیازهای پزشکی (اعم از پیشگیرانه و مداخله‌ای) سربازان، ملوانان و سایر اعضای خدمات رسیدگی می‌کند. این عرصه نامتجانس از لحاظ تاریخی شامل پیشگیری و درمان بیماری های عفونیها (به ویژه بیماری های گرمسیری) و در قرن بیستم، ارگونومی و اثرات سلامتی کارکرد ماشین ها و تجهیزات نظامی خاص بوده است. به عنوان زیردریایی، تانک، هلیکوپتر و هواپیما. طب غواصی و پزشکی هوانوردی را می‌توان به‌عنوان زیر تخصص‌های پزشکی نظامی فهمید، یا این نوع پزشکی ها در هر صورت منشأ آن‌ها است. تعداد کمی از کشورها «پزشکی نظامی» را به عنوان یک تخصص رسمی یا فوق تخصص به تنهایی تأیید یا به رسمیت می شناسند.

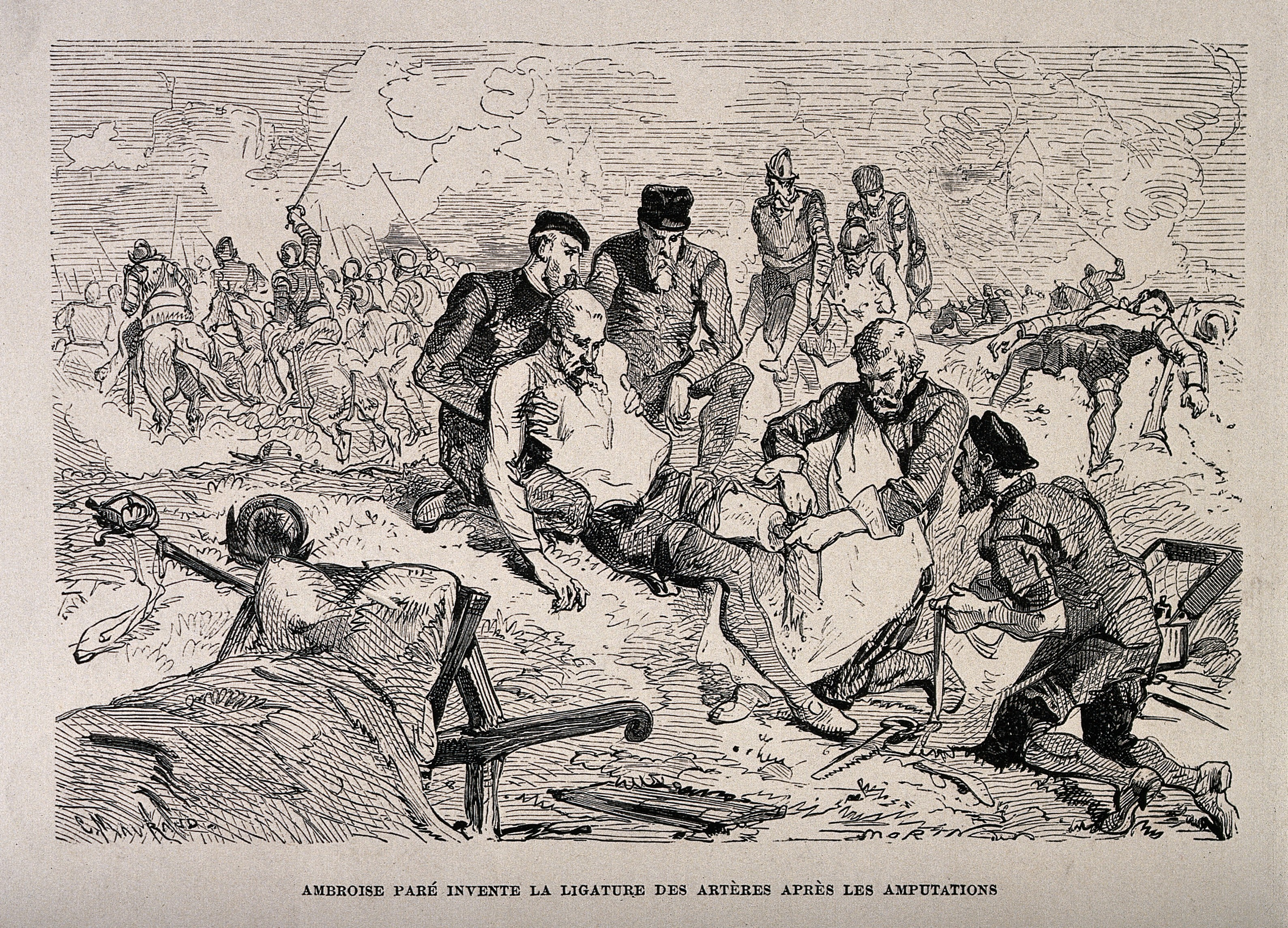
جراح فرانسوی آمبروز پاره (حدود سال 1510-1590) معروف به "پدر پزشکی نظامی" در حال مراقبت از پای قطع شده یک سرباز.

- اداره و اجرای مراقبت های بهداشتی برای اعضای خدمت سربازی و افراد تحت تکفل آنها در محیط های غیر مستقر ( به عبارتی در زمان صلح). این ممکن است مانند ایالات متحده شامل یک سیستم پزشکی باشد که به موازات همه تخصص‌ها و تخصص‌های فرعی پزشکی در بخش غیرنظامی وجود دارد. (به اداره بهداشت کهنه سربازان که به کهنه سربازان ایالات متحده خدمت می کند نیز مراجعه کنید.)
- پزشکی تحقیق و توسعه که به طور خاص بر مشکلات پزشکی نظامی مربوط می شود. از نظر تاریخی، این شامل تمام پیشرفت‌های پزشکی ناشی از تلاش‌های تحقیقاتی پزشکی برای رسیدگی به مشکلاتی است که نیروهای نظامی مستقر با آن‌ها مواجه می‌شوند (به عنوان مثال، واکسن‌ها یا داروها برای سربازان، سیستم‌های تخلیه پزشکی، آب آشامیدنی و کلرزنی و غیره) که در نهایت بسیاری از آنها فراتر از ملاحظات صرفاً نظامی که الهام‌بخش آن‌ها بوده، اهمیت دارند.

## وضعیت حقوقی
پرسنل پزشکی نظامی  بشردوستانه کار می‌کنند و طبق حقوق بین‌الملل بشردوستانه افراد تحت حمایت مطابق با اولین کنوانسیون ژنو هستند و کنوانسیون دوم ژنو و پروتکل‌های الحاقی آن‌ها، که قوانین الزام‌آور قانونی را برای تضمین بی‌طرفی و حفاظت از سربازان مجروح، پرسنل پزشکی صحرایی یا کشتی، و مؤسسات بشردوستانه خاص در درگیری‌های مسلحانه وضع کردند. حقوق بشردوستانه بین‌المللی هیچ تمایزی بین پرسنل پزشکی که اعضای نیروهای مسلح هستند (و دارای رتبه‌های نظامی) و افرادی که داوطلب غیرنظامی هستند قائل نمی‌شود. تمامی پرسنل پزشکی به دلیل وظایف بشردوستانه خود، تحت قوانین بشردوستانه بین المللی غیر جنگنده محسوب می شوند و نباید مورد حمله قرار گیرند و به عنوان اسیران جنگی گرفته شوند. بیمارستان‌ها و سایر تأسیسات پزشکی و وسایل حمل‌ونقل شناسایی شده، چه نظامی یا غیرنظامی، ممکن است مورد حمله قرار نگیرند. حلال احمر، کریستال سرخ،  صلیب سرخ و علامت‌های حفاظتی شناخته‌شده‌ای تحت قوانین بشردوستانه بین‌المللی هستند و توسط پرسنل و تجهیزات پزشکی نظامی استفاده می‌شوند. به این منظور، حمله به پرسنل پزشکی نظامی، بیماران تحت مراقبت، یا تأسیسات پزشکی یا وسایل نقلیه ای که به طور قانونی علامت گذاری شده اند، جنایت جنگی است. به همین ترتیب، استفاده نادرست از این علائم حفاظتی برای پنهان کردن عملیات نظامی جنایت جنگی خیانت است. پرسنل پزشکی نظامی ممکن است به منظور دفاع از خود یا دفاع از بیماران، معمولاً به تپانچه سازمانی مسلح شوند.

## اهمیت تاریخی
اهمیت پزشکی نظامی برای قدرت رزمی بسیار فراتر از درمان جراحات میدان جنگ است. در هر جنگ بزرگی که تا اواخر قرن نوزدهم درگرفت، بیماری تلفات سربازان بیشتری نسبت به اقدامات دشمن داشت. به عنوان مثال، در طول جنگ داخلی آمریکا (1860-1865)، تقریباً دو برابر تعداد سربازانی که در نبرد کشته یا مجروح شدند بر اثر بیماری جان خود را از دست دادند. جنگ فرانسه و پروس (1870-1871) به عنوان اولین درگیری در نظر گرفته می‌شود که در آن جراحت جنگی بیش از بیماری بود، حداقل در ارتش ائتلاف آلمان که 3.47 درصد از میانگین تعداد سربازان خود را در مبارزه از دست داد فقط 1.82% به دست بیماری ها کشته شدند. در کشورهای جهان جدید، مانند استرالیا، نیوزیلند، ایالات متحده و کانادا، پزشکان و جراحان نظامی سهم قابل توجهی در توسعه مراقبت های بهداشتی غیرنظامی داشتند.
بهبود در پزشکی نظامی به دلیل بهبود در تخلیه پزشکی، پزشکی میدان جنگ و مراقبت از تروما، میزان بقا را در جنگ‌های متوالی افزایش داده است. پیشرفت های مشابهی در شیوه های تروما در طول جنگ عراق دیده شده است. برخی از شیوه‌های مراقبت از آسیب‌های نظامی توسط سربازان شهروندی که به تمرینات غیرنظامی بازمی‌گردند، منتشر می‌شوند.<ref>news/military-medical-techniques-saving-lives-at-home "تکنیک های پزشکی نظامی برای نجات جان افراد در خانه - اخبار - GOV.UK". {{cite web}}: Check |url= value (help)</ref> یکی از این روش ها جایی است که بیماران ترومایی بزرگ در اسرع وقت به اتاق عمل منتقل می شوند تا خونریزی داخلی متوقف شود و میزان بقا افزایش یابد. در ایالات متحده، میزان بقای زخم‌های ناشی از گلوله افزایش یافته است، که منجر به کاهش آشکار نرخ مرگ و میر ناشی از اسلحه در ایالت‌هایی می‌شود که نرخ ثابت بستری شدن در بیمارستان با گلوله دارند.

## نگارخانه

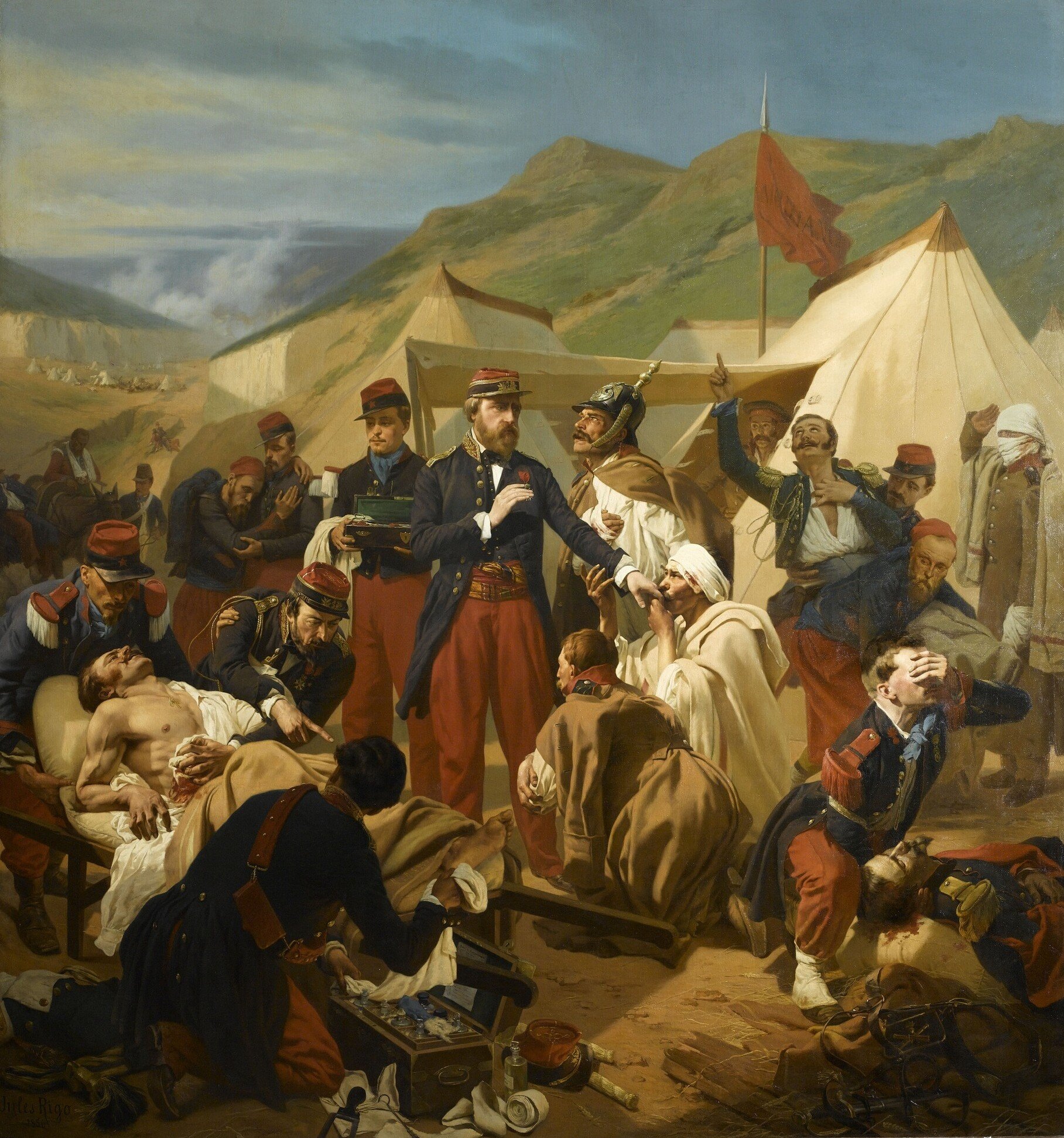
دو جراح نظامی فرانسوی در حال مداوای دشمنان مجروح پس از نبرد اینکرمن . 5 نوامبر 1854.
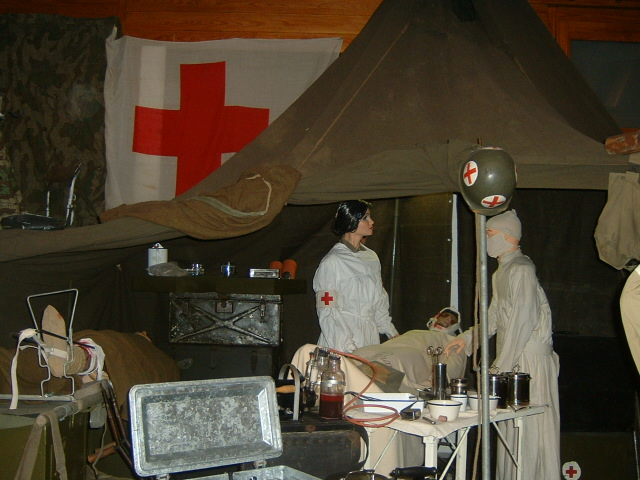
فردی یک بیمارستان صحرایی دوران جنگ جهانی دوم را در چادر عملیاتی را با استفاده از عروسک‌ها بازسازی کرد. موزه نظامی دیکیرش، لوکزامبورگ
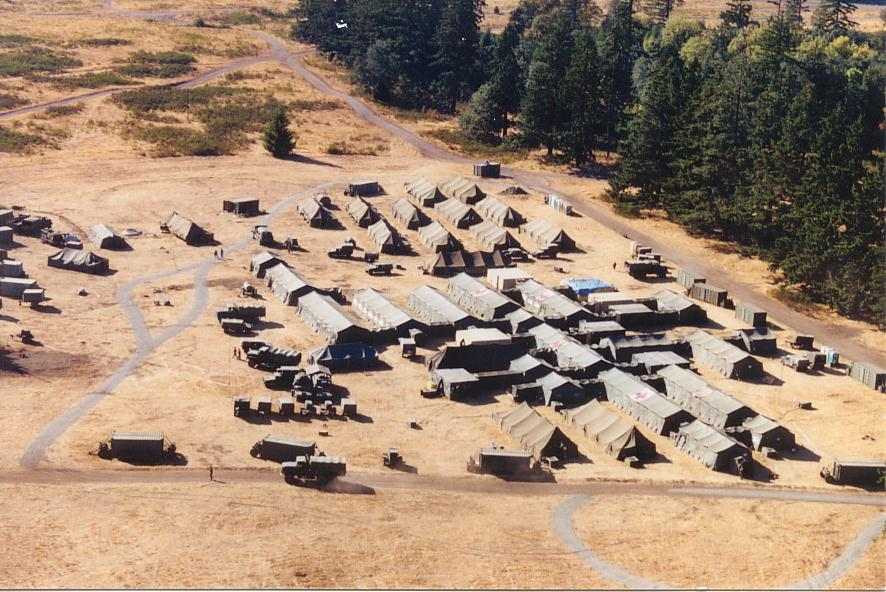
یک بیمارستان پشتیبانی رزمی ایالات متحده (CSH).  نوعی بیمارستان صحرایی سیار که در جنگ یا بلایا استفاده می شود. جانشین بیمارستان سیار جراحی ارتش (MASH).
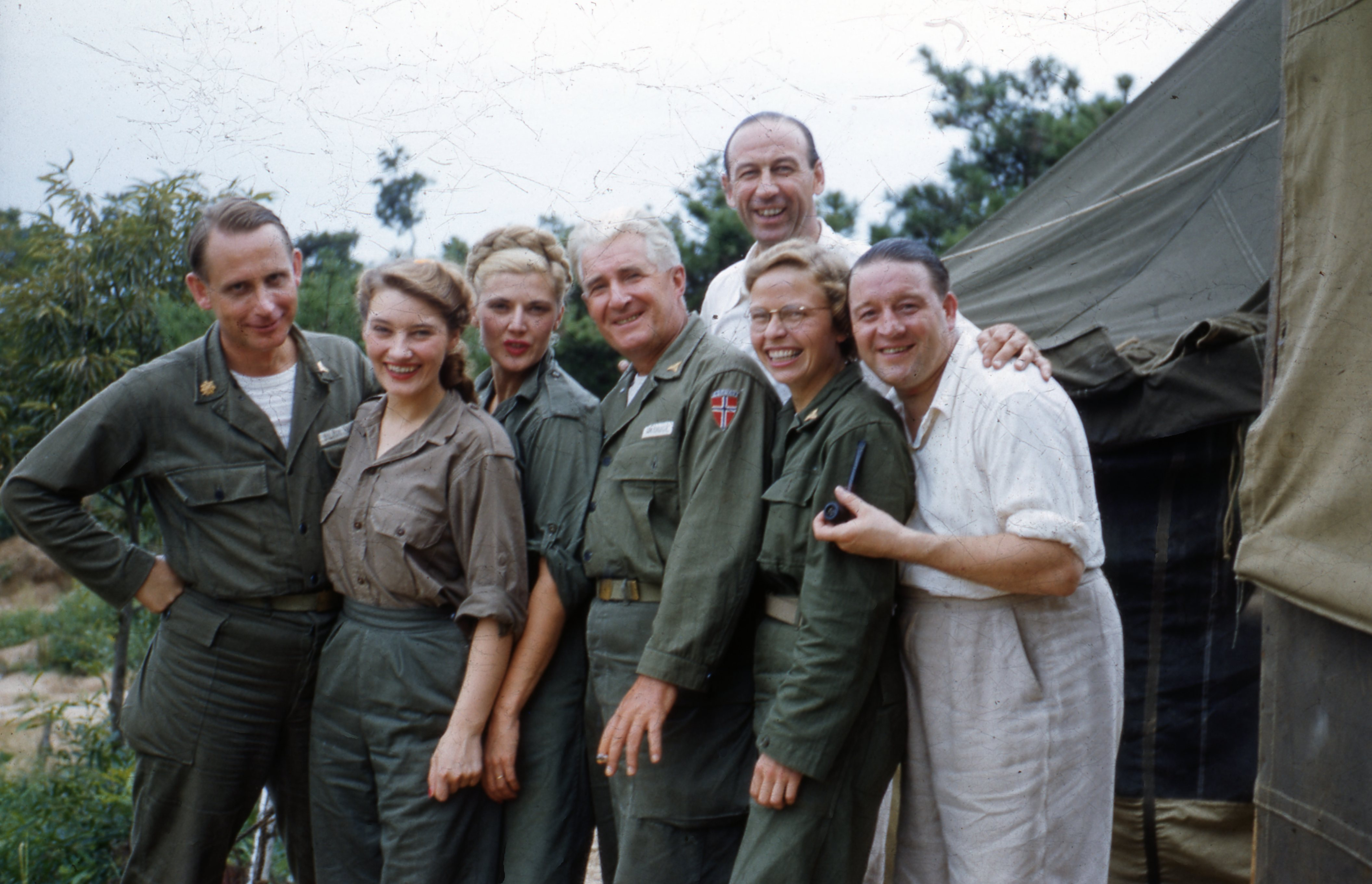
پرسنل نورماش نروژی در طول جنگ کره
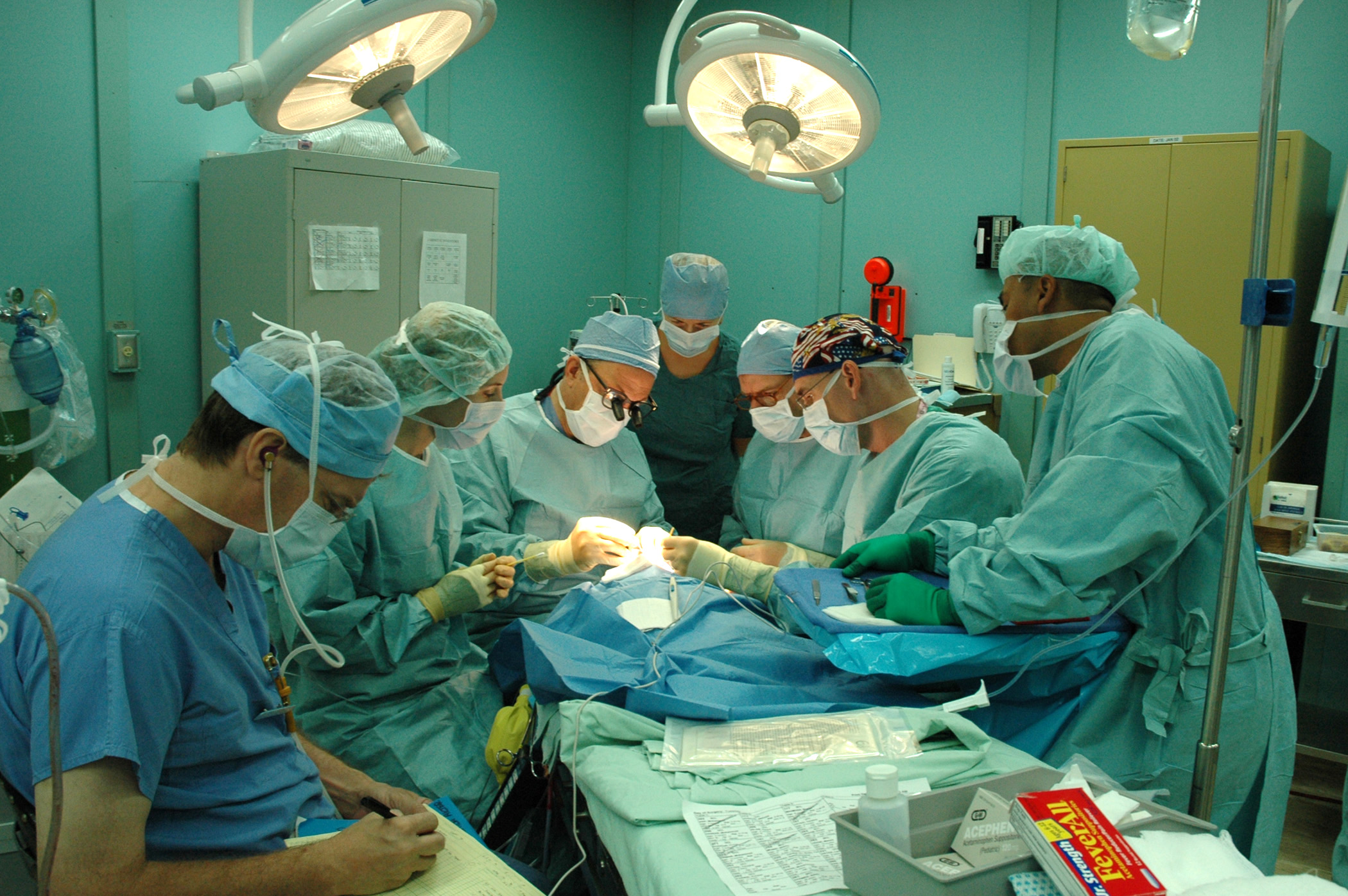
کارکنان پزشکی در کشتی بیمارستان آمریکایی.(USNS Mercy)
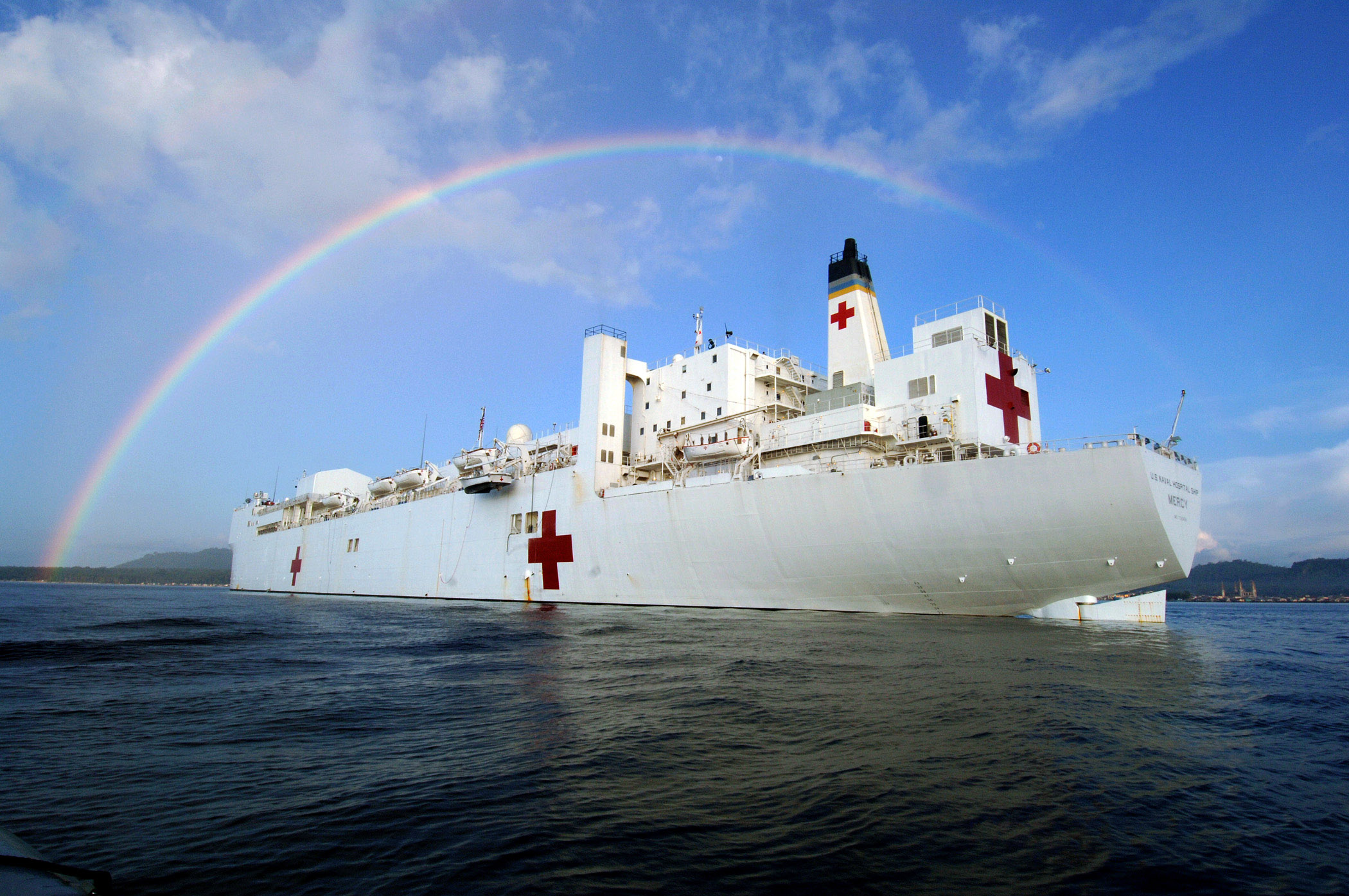
کشتی بیمارستانی ایالات متحده USNS Mercy با علامت صلیب قرمز، علامت حفاظتی بین المللی مشخص شده است
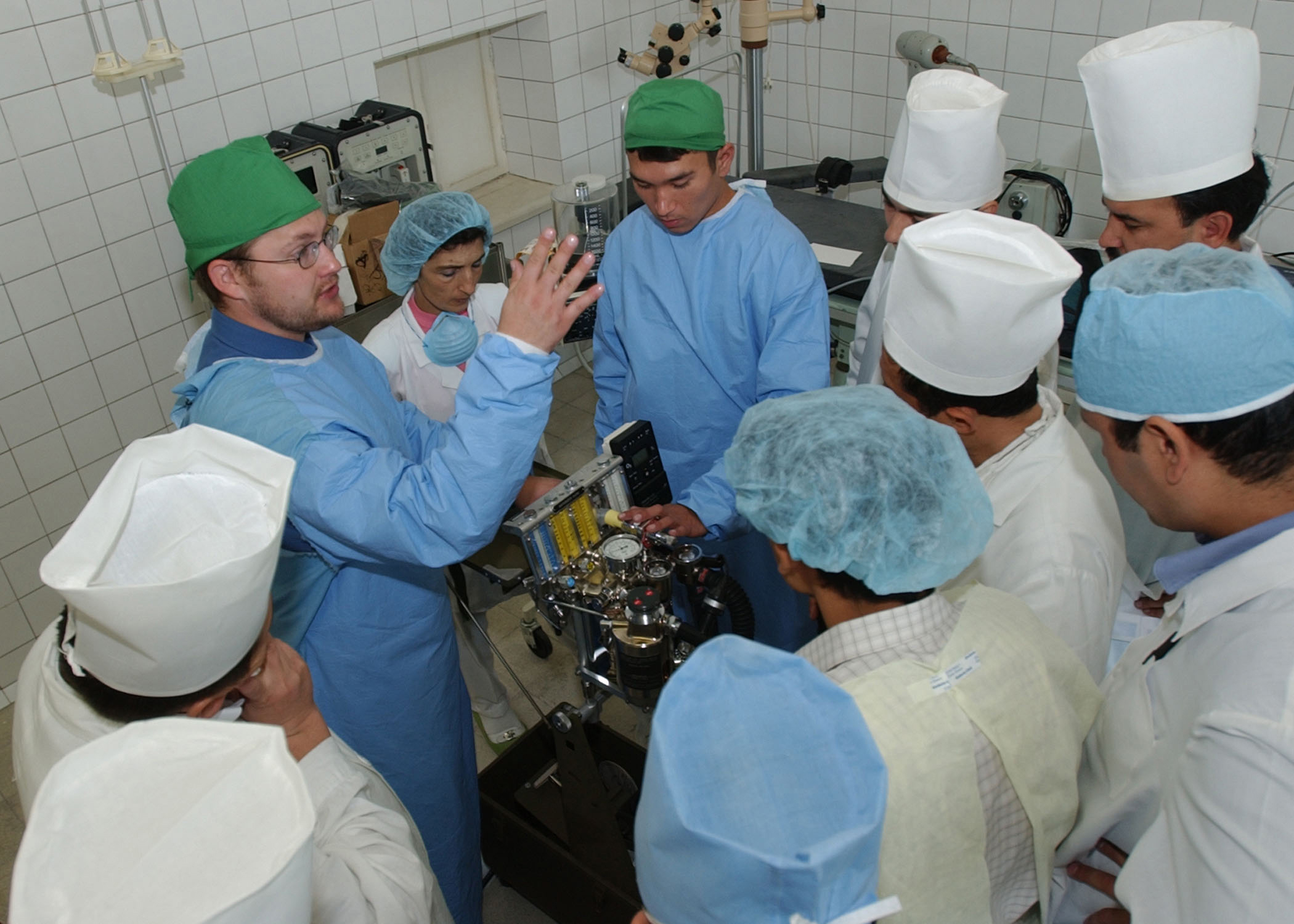
ایالات متحده پرسنل پزشکی ارتش در حمایت از عملیات ارائه امید به ارائه دهندگان بیهوشی محلی ازبکستان در مرکز اورژانس فرغانه آموزش می دهند.
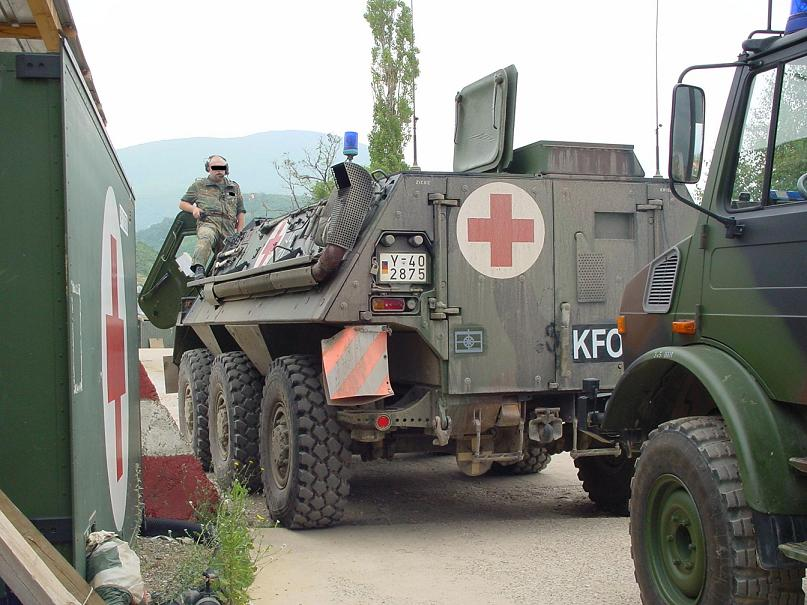
حمل و نقل پزشکی زرهی نیروهای آلمانی در کوزوو که با علامت محافظ مشخص شده است
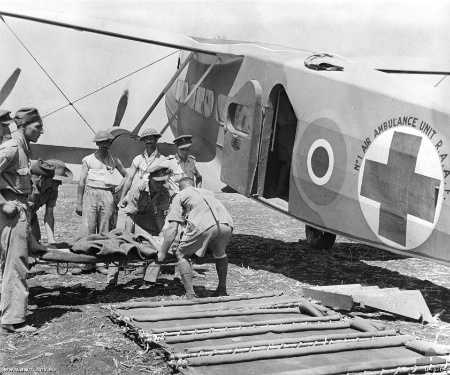
آمبولانس هوایی نیروی هوایی سلطنتی استرالیا در سال 1943، با علامت محافظ مشخص شده است